# علی یخکشی
علی یخکشی (زادهٔ ۹ اردیبهشت ۱۳۱۸ – درگذشتهٔ ۱۱ اردیبهشت ۱۴۰۴)، فعال، نویسنده و استاد محیط زیست بود. وی پس از پایان تحصیلات دبیرستانی برای ادامه تحصیل عازم آلمان شد و توانست مدرک کارشناسی، کارشناسی ارشد و دکترای خود را در رشته سیاست و مدیریت منابع طبیعی از دانشگاه گوتینگن آلمان دریافت کند. به دلیل پایه‌گذاری رشته محیط زیست در ایران در سال ۱۳۵۳، از او به عنوان پدر دانش محیط زیست ایران یاد می‌شود.

## زندگی
علی یخکشی در روستای پچت از توابع بخش یانه سر از توابع شهرستان بهشهر به دنیا آمد. پس از گذراندن تحصیلات دبیرستانی برای ادامه تحصیل عازم آلمان شد و دکترای خود را از دانشگاه ژرژ آگوست گوتینگن گرفت. او پس از بازگشت به ایران، برای نخستین بار رشته محیط زیست را در آن کشور پایه‌گذاری کرد و به پاس تلاش‌هایش در زمینهٔ محیط زیست و آموزش آن جوایز متعددی همچون لوح تقدیر به عنوان استاد ممتاز (۱۳۷۹)، لوح تقدیر به عنوان استاد پیش‌کسوت در دانشگاه مازندران (۱۳۸۰)، جایزه ملی محیط زیست کشور (۱۳۸۱)، تندیس طلایی از انجمن متخصصان محیط زیست ایران (۱۳۸۳) و جایزه مهرگان علم دوره چهاردهم و پانزدهم (۱۳۹۹) را دریافت کرده است.
در طول حضور به عنوان هیئت علمی در دانشگاه‌های تهران و مازندران، وی با ایجاد امکان تبادلات علمی بلندمدت و اعزام دانشجویان بسیار (که تعدادی از آنان بعدها عضو هیئت علمی در دانشگاه‌های ایران و آلمان شدند) در جهت ایجاد و افزایش فهم متقابل علمی و فرهنگی میان دانشجویان و اعضای هیئت علمی دانشکده‌های منابع طبیعی و محیط زیست در دانشگاه‌های ایران و آلمان تلاش شایانی کرد.

## سوابق و افتخارات
- عضو هیئت علمی دانشگاه گوتینگن آلمان
- نماینده کشورهای آسیایی و عضو هیئت مدیره جامعه جهانی محققان جنگل و محیط زیست
- مشاور معاونت آموزش و پژوهش سازمان حفاظت محیط زیست ایران از سال ۱۳۸۲ تاکنون
- آغاز به کار در دانشگاه تهران از سال ۱۳۴۷
- دریافت درجه فوق دکترا در رشته سیاست و مدیریت منایع طبیعی از دانشگاه گوتینگن آلمان در سال ۱۳۵۳
- سخنگوی پژوهشی دانشگاه گوتینگن
- اولین ایرانی عضو هیئت مدیره جامعه جهانی تحقیقات جنگل - نروژ ۱۳۵۳
- عضو هیئت مدیره جامعه جهانی پژوهشگران آسیایی و آفریقایی
- بنیان‌گذار بنیاد فرهنگی ایران و آلمان
- برنده جایزه ملی محیط زیست
- برنده جایزه تندیس طلایی محیط زیست
- استاد و پژوهشگر نمونه کشور
- یکی از ۳۰ شخصیت برتر محیط زیست کشور
- مدیر بیش از ۱۰ پروژه ملی و بین‌المللی در زمینه محیط زیست
- تألیف ۲۶ جلد کتاب در زمینه منابع طبیعی و محیط زیست ایران به چند زبان مختلف
- تألیف بیش از ۹۰ مقاله علمی و پژوهشی و ISI
- کاشت ۶۰ هکتار جنگل در ایران
- تهیه نقشه پارک ملی دریاچه ارومیه[۷]
- مشارکت در مطالعه جهانی فائو در خصوص مالکیت جنگل[۸]
- همکاری در تهیه و تدوین طرح جامع کمربند سبز پیرامون شهر تهران در پیش از انقلاب اسلامی ایران (مرکز مطالعات محیط زیست دانشگاه تهران) و سرپرست گروه تهیه و تدوین نسخهٔ جدید این طرح در ابتدای دههٔ ۱۳۸۰ خورشیدی (سازمان پارکها و فضای سبز شهر تهران، شهرداری تهران)

## گزیده‌ای از آثار
- ارزش اجتماعی و اقتصادی جنگل - انتشارات دانشگاه تهران - ۱۳۵۳
- مقدمه‌ای بر پارک‌های ملی و جنگلی ایران - انتشارات دانشگاه تهران - ۱۳۵۶
- شناخت، حفاظت و بهسازی محیط زیست - انتشارات مؤسسه علمی - کاربردی جهاد کشاورزی - ۱۳۸۱
- مدیریت سازمان جنگلها و مراتع و حفاظت محیط زیست ایران در مقایسه با سیستم مدیریتی پاره‌ای از کشورهای اروپایی - انتشارات دانشگاه مازندران - ۱۳۸۲
- مدیریت تلفیقی در جنگل‌های خزری شمال با مشارکت مردم محلی: بهبود وضع اجتماعی - اقتصادی روستائیان و اثرات آن بر منابع … - انتشارات میرماه - ۱۳۸۴
- نقش مدیریت در عمران روستاها و حفاظت از منابع طبیعی و محیط زیست (عمران روستایی و حفاظت منابع طبیعی و …) - انتشارات میرماه - ۱۳۸۴
- درسهای آموخته: مدیریت تلفیقی در جنگلهای خزری شمال با مشارکت مردم محلی: پروژه IRA-G52-2003-032 - انتشارات میرماه - ۱۳۸۵
- منابع تجدید پذیر و توسعه پایدار - انتشارات سازمان حفاظت محیط زیست - ۱۳۸۷